# Arcagnago
La Arcagnago (in milanese Arcagnagh) è una cascina posta nel territorio comunale di Carpiano a sudovest del centro abitato, verso Siziano; dista un paio di chilometri dalla sede municipale.

## Storia
Arcagnago è una località di antica origine, da sempre legata al territorio milanese. La comunità apparteneva alla Pieve di San Giuliano, e confinava con Carpiano a nord e ad est, Landriano e Siziano a sud, e Locate Triulzi ad ovest. Al censimento del 1751 la località fece registrare 100 residenti.
In età napoleonica, nel 1805, la popolazione era salita a 195 unità, e nel 1809 la località visse la sua prima esperienza di annessione al Comune di Carpiano sulla base di un decreto reale, anche se in seguito all'istituzione del Regno Lombardo-Veneto tale unificazione venne annullata. Una discreta crescita demografica portò poi nel 1853 a conteggiare 238 residenti.
Il Comune di Arcagnago passò poi come tale sotto il nuovo governo italiano, ma subito fu presentata la proposta di riproporre l'antico modello napoleonico considerato più razionale e conforme alla situazione ecclesiastica. Il relativo progetto di legge fu approvato dal parlamento italiano e sanzionato dal re il 20 febbraio 1862, anche se la sua attuazione sulla Gazzetta Ufficiale fu posticipata fino all'11 dicembre per non frazionare il bilancio, divenendo effettiva dal 1º gennaio 1863.